# Cirrostratus fibratus
Cirrostratus fibratus is een wolkensoort en is onderdeel van een internationaal systeem om wolken te classificeren naar eigenschap volgens de internationale wolkenclassificatie. Cirrostratus fibratus komt van het geslacht cirrostratus, met als betekenis gelaagde haarlok en de term fibratus betekent draadvormig of vezelig. Ze behoren tot de familie van hoge wolken.